# Мяэльт, Эйно
Э́йно Мя́эльт (эст. Eino Mäelt, 8 сентября 1940 — 30 декабря 2021) — советский и эстонский художник по стеклу.
В период с 1958 по 1963 год он работал шлифовщиком на стекольном заводе «Тарбеклаас» и будучи стипендиатом учился под руководством Макса Роосма в Государственном художественном институте Эстонской ССР. После завершения обучения работал на Тарбеклаас: с 1968 по 1989 год — стеклодувом-экспериментатором, с 1989 по 1993 год художником. Начиная с 1993 был свободным художником.

## Творчество
Мяэльт разработал множество известных изделий для завода «Тарбеклаас», таких как набор с графином «Аква» (1974) и чаши серий «Каали» (1985) и «Краатер» (1986). Он также успешно применил ставшую известной в Финляндии эстетику так называемого ледяного стекла, создав серии ваз «Пыхьяранник» (1985) и «Куру» (1986).
С 1969 года Эйно Мяэльт проводил персональные выставки как в Эстонии, так и за рубежом.
В 1960-х годах рисовал карикатуры, которые публиковались в журнале «Пиккер».
Он также был участником ансамбля «Пеолео» (эст. Peoleo), композитором и автором текстов.
Похоронен на таллинском кладбище Метсакальмисту.